# Juan Valdez
Juan Valdez est le logotype et le personnage fictif du label de qualité « Café de Colombia » attribué au café colombien. Le personnage a été créé par l'agence Doyle Dane Bernbach en 1960.

## Naissance de Juan Valdez
Alors dirigée par Arturo Gómez Jaramillo et tandis que le café subit une crise grave en raison de l'offre excédentaire de céréales sur le marché mondial, la Fedecafé organise un concours auquel participent plusieurs entreprises de publicité internationales. L'objectif est de concevoir une stratégie démontrant au consommateur international que le café colombien, pour sa haute qualité et via un processus de production rigoureux, est le meilleur café au monde. Le marché est remporté par l'agence de publicité américaine Doyle Dane Bernbach. Le personnage fictif « Juan Valdez » est alors créé et est personnifié par un acteur américain d'origine cubaine, José F. Duval. Cette opération marketing est un succès dès son lancement en 1960 car, selon la Fedecafé, après six mois de campagne, la reconnaissance des produits colombiens sur le marché américain passe de 50 à 81 % et le taux de personnes estimant que la Colombie produit le meilleur café passe de 4 à 25 %.

## Acteurs représentant Juan Valdez

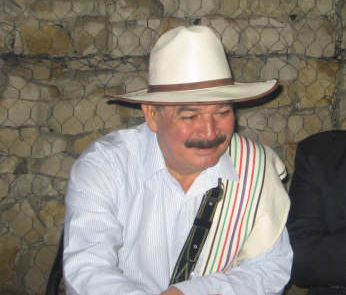
Carlos Sánchez, le premier Juan Valdez.

« Juan Valdez » est personnifié pour la première fois par un acteur américain d'origine cubaine, José F. Duval. Duval est ensuite remplacé par le Colombien Carlos Sánchez jusqu'au 29 juin 2006. Dès 2004, deux firmes américaines, Character LLC et Future Brands, rédigent un « guide Juan Valdez » qui définit les traits principaux du personnage, à savoir « un paysan travailleur, humble mais persévérant malgré une nature hostile, attaché à sa famille et à son village » selon Luis Fernando Samper, directeur de la propriété intellectuelle de la Federecafé. Par la suite, les curriculum vitæ de plus de 400 présélectionnés sont étudiés par des agences britanniques spécialisées. À l'issue de tests psychologiques, de connaissance du café ou de comportement face aux caméras passés par les candidats, le vainqueur est finalement choisi. Il s'agit du Colombien Carlos Castañeda qui représente le stéréotype du caféiculteur colombien, à savoir un bon père de famille, investi dans la vie politique de sa localité et petit propriétaire.

## Chaîne de boutiques
Le 14 décembre 2002, la première boutique de café Juan Valdez, détenue par la société Procafecol enregistrée seulement quatre jours auparavant à la chambre de commerce de Bogota, est inaugurée à l'aéroport international El Dorado situé dans la capitale colombienne.

## Controverses
Dans une planche du comic strip Grimmy publiée le 2 janvier 2009, l'Américain Mike Peters opère un rapprochement humoristique entre le café de Colombie, la violence dans le pays et le personnage de Juan Valdez, qui a servi de faire-valoir publicitaire à la fédération nationale des producteurs de café colombiens. Les producteurs s'insurgent contre ce rapprochement humiliant et décident d'attaquer le dessinateur en justice, estimant que le dessin porte « atteinte à la dignité nationale et à la réputation du café colombien ». Le caricaturiste colombien Vladdo estime alors que le procès intenté à Peters pour ses dessins est « autrement plus néfaste pour l'image du pays ».